# Deafula
Pour plus de détails, voir Fiche technique et Distribution.
Deafula est un film d'horreur américain écrit et réalisé par Peter Wolf (crédité sous Peter Wechsberg), sorti en 1975.
Le titre du film s'agit d'un jeu de mots sur la prononciation anglaise de Dracula.

## Synopsis
Un étudiant en théologie se découvre métamorphosé en vampire et piège d'autres étudiants pour se servir de leur sang.

## Fiche technique
Sauf indication contraire, les informations mentionnées dans cette section peuvent être confirmées par la base de données cinématographiques IMDb,  présente dans la section « Liens externes ».
- Titre original : Deafula
- Réalisation et scénario : Peter Wolf (crédité sous Peter Wechsberg)
- Photographie : J. Wilder Mincey
- Production : Gary R. Holstrom
- Société de production : Sign Scope / Holstrom
- Société de distribution : Sign Scope
- Pays d'origine :  États-Unis
- Langue : langue des signes américaine
- Format : noir et blanc – 1.85 : 1
- Genre : horreur
- Durée : 95 minutes
- Date de sortie : États-Unis : mars 1975

## Distribution
- Peter Wolf : Deafula / Steve Adams (crédité sous Peter Wechsberg)
- James Randall : le révérend Adams, le père de Deafula
- Lee Darel : le détective
- Katherine Wilson : la mère de Deafula
- Gary R. Holstrom : le comte Dracula

## Accueil
Deafula est sorti en mars 1975, seulement aux États-Unis.